# مجمع التعدين

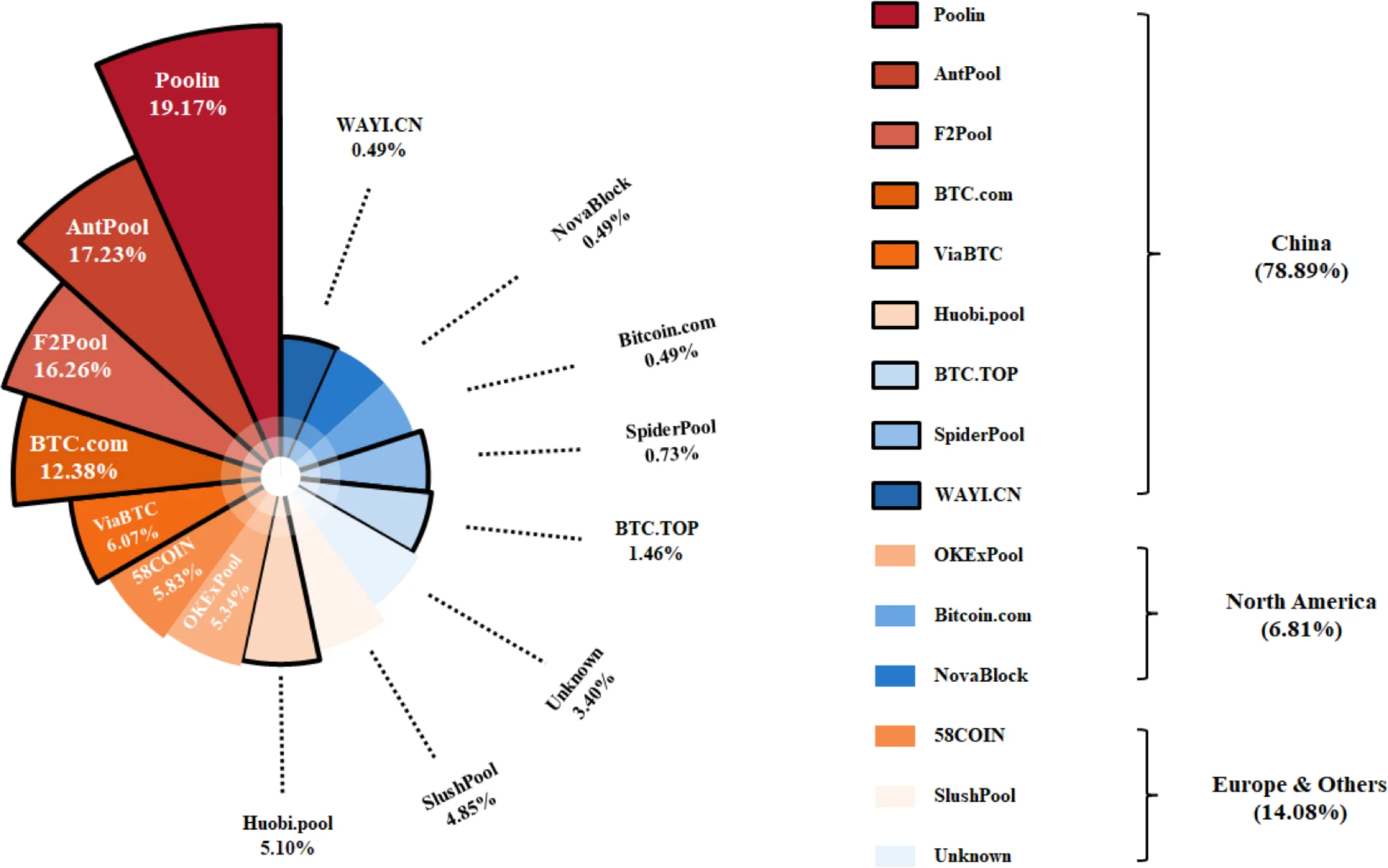
رسم بياني

في عالم العملات المعماة أو العملات المشفرة، يشير مفهوم مُجَمَّع التعدين (Mining pool) أو برك التعدين للترجمة الحرفية، إلى تلك العملية التي يقوم بها مجموعة من الأشخاص أو المعدنين، بتقاسم العمليات الحسابية التي يقومون بها على شبكة معينة من أجل تقاسم الأرباح والجوائز في الأخير بطريقة تتناسب والعمليات الحسابية التي تم القيام بها من قبل كل مساهم، هذه العملية لديها دور مهم في محاولة تسريع وتيرة إيجاد الكتل. إذ أنه يتم إعطاء جزء من الجائزة إلى الأعضاء المشتركين في العملية، كما أن ذلك الجزء يتم تقييمه وممعيرته وفقا لمفهوم إثبات العمل. يبدأ في العادة التعدين عبر استخدام مُجَمَّع  التعدين لما تزداد صعوبة التعدين إلى درجة يصبح فيها من الصعب جدا معالجة العمليات الحسابية، الأمر الذي يمكن أن يستغرق قرون مديدة لأجهزة التعدين الضعيفة من أجل إنتاج الكتل. ولهذا يبدو من الواضح أن احسن طريقة لمعالجة هذه المشكلة هي قيام المعدنين بتجميع عمليات التعدين أو العمليات الحسابية التي يقومون بها في مُجَمَّع للتعدين، الأمر الذي يمكن أن يؤدي إلى إنتاج أسرع للكتل، وكذا الحصول على جزء من الأرباح بما يتوافق والعمل المنجز في غضون أيام عوض أن يحصل ذلك في عدة سنوات.
الحصة هي المفهوم الرئيسي لعملية حوض التعدين. المشاركة هي حل كتلة محتمل. لذلك قد يكون حل كتلة ، لكنه ليس كذلك بالضرورة. على سبيل المثال ، افترض أن حل الكتلة هو رقم ينتهي بـ 10 أصفار ، وقد تكون المشاركة رقمًا به 5 أصفار في النهاية. عاجلاً أم آجلاً ، لن يكون لدى أحد الأسهم 5 أصفار فقط ، بل 10 أصفار في النهاية ، وسيكون هذا هو حل الكتلة.
تحتاج تجمعات التعدين إلى أسهم لتقدير مساهمة المُعدِّن في العمل الذي يقوم به المجمع للعثور على كتلة. هناك العديد من أنظمة مكافآت عمال المناجم: PPS و PROP و PPLNS و PPLNT وغيرها الكثير.

## طرق تجمع التعدين
قد تحتوي تجمعات التعدين على مئات أو آلاف من عمال المناجم الذين يستخدمون بروتوكولات متخصصة.  في كل هذه المخططاتتعني مكافأة الكتلة مطروحًا منها رسوم التجمع وهو احتمال العثور على كتلة في محاولة مشاركة (، أينهي صعوبة الكتلة الحالية). يمكن أن يدعم التجمع ميزة "صعوبة المشاركة المتغيرة" ، مما يعني أنه يمكن للمُعدِّن تحديد هدف المشاركة (الحد الأدنى لصعوبة المشاركة) من تلقاء نفسه والتغييروفقاً لذلك.

### الدفع لكل مشاركة
يقدم نهج الدفع لكل مشاركة (PPS) عائدًا فوريًا ومضمونًا لعمال المناجم لمساهمتهم في احتمال أن يجد المجمع كتلة. يتم الدفع لعمال المناجم من الرصيد الحالي للمجمع ويمكنهم سحب مدفوعاتهم على الفور. يسمح هذا النموذج بأقل تباين ممكن في الدفع لعمال المناجم بينما يحول أيضًا الكثير من المخاطر إلى مشغل المجمع.
تكلف كل مشاركة القيمة المتوقعة بالضبط لكل محاولة تجزئة.

### نسبي
يكسب عمال المناجم الأسهم حتى يجد التجمع كتلة (نهاية جولة التعدين). بعد ذلك يحصل كل مستخدم على مكافأة، أينهو مقدار حصصهم الخاصة ، وهو مقدار جميع الأسهم في هذه الجولة. بمعنى آخر ، جميع الأسهم متساوية ، لكن قيمتها تحسب فقط في نهاية كل جولة.

### التعدين المجمع
التعدين المجمع (BPM) ، المعروف أيضًا باسم "نظام slush" ، نظرًا لاستخدامه لأول مرة في حوض يسمى "تجمع طين" ، يستخدم نظامًا حيث يتم إعطاء الأسهم القديمة من بداية جولة الكتلة وزنًا أقل من الأسهم الحديثة. تبدأ الجولة الجديدة في اللحظة التي يحل فيها التجمع كتلة ما ويتم مكافأة المعدنين بما يتناسب مع الأسهم المقدمة.  وهذا يقلل من القدرة على خداع نظام تجمع التعدين عن طريق تبديل المجمعات أثناء الجولة ، لتحقيق أقصى قدر من الربح.

### الدفع لكل مشاركة N
تشبه طريقة الدفع لكل مشاركة مشاركة N (PPLNS) الطريقة التناسبية ، ولكن يتم احتساب مكافأة المُعدِّن على أساس عدد الأسهم الأخيرة N ، بدلاً من جميع الأسهم في الجولة الأخيرة. وهذا يعني أنه عند العثور على كتلة ، يتم احتساب مكافأة كل عامل منجم على أساس مساهمة عامل التعدين في آخر مشاركات N pool. لذلك ، إذا كانت الجولة قصيرة بما يكفي ، فإن جميع المعدنين يحصلون على ربح أكبر والعكس صحيح.

### تجمع التعدين الفردي
تعمل المجمعات الفردية بنفس الطريقة التي تعمل بها المجمعات العادية ، مع الاختلاف الوحيد هو أن مكافأة الكتلة لا يتم توزيعها بين جميع المعدنين. تذهب المكافأة الكاملة في المسبح المنفرد إلى عامل المنجم الذي يجد الكتلة.

### تجمع التعدين من نظير إلى نظير
تجمع مجموعة التعدين من نظير إلى نظير (P2Pool) اللامركزية في مسؤوليات خادم التجمع ، مما يزيل فرصة غش مشغل التجمع أو أن يكون الخادم نقطة فشل واحدة . يعمل عمال المناجم على بلوكتشين جانبي يسمى سلسلة الأسهم ، ويقومون بالتعدين بصعوبة أقل بمعدل كتلة مشاركة واحدة لكل 30 ثانية. بمجرد وصول كتلة المشاركة إلى هدف الشبكة ، يتم نقلها ودمجها في blockchain. تتم مكافأة المعدنين عندما يحدث هذا بشكل يتناسب مع الأسهم المقدمة قبل الكتلة المستهدفة. يتطلب P2Pool من المعدنين تشغيل عقدة كاملة ، مع تحمل عبء نفقات الأجهزة وعرض النطاق الترددي للشبكة.

### طريقة هندسية
الطريقة الهندسية (GM) اخترعها ميني روزنفيلد.  يعتمد على نفس فكرة "النقاط" ، مثل طريقة Slush: الدرجة الممنوحة لكل سهم جديد ، نسبيًا إلى الدرجة الموجودة بالفعل ودرجة الأسهم المستقبلية ، هي نفسها دائمًا ، وبالتالي لا توجد ميزة للتعدين مبكرًا أو متأخرًا في الجولة.
الطريقة تسير على النحو التالي:
- اختر المعلماتو(رسوم ثابتة ومتغيرة).
- في بداية كل جولة ، حدد. لكل عامل، يتركتكون درجة العامل في هذه الجولة ، وتعيينها.
- تعيين، أين. إذا تغيرت الصعوبة أثناء الجولة ،يحتاج إلى التحديث.
- عندما عامليرسل حصة ، مجموعة، وثم.
- إذا كانت المشاركة كتلة صالحة ، قم بإنهاء الجولة. لكل عامليدفع

### طريقة هندسية مزدوجة
نسخة معممة من الطرق الهندسية و PPLNS.  يتضمن معلمة جديدة:("التسرب المتقاطع"). متىتصبح هذه الطريقة الهندسية. متىيصبح هذا متغيرًا من PPLNS ، مع تسوس أسي بدلاً من دالة خطوة.
- اختر المعلماتو، و.
- عند بدء تشغيل التجمع لأول مرة ، قم بالتهيئة. لكل عامل، يتركأن تكون درجة العامل وتعيينها.
- تعيين. إذا تغيرت الصعوبة أو المعلمات في أي وقت ،يجب إعادة الحساب.
- عندما عامليرسل حصة ، مجموعة(أينهي مكافأة الكتلة في وقت تقديمها) ، ثم.
- إذا كانت المشاركة كتلة صالحة ، فقم أيضًا بما يلي لكل عامل: أعطه تعويضات، ثم اضبط.

## رسوم المعاملات
عادةً ما تحتوي الكتل في شبكة العملات المشفرة على معاملات. يتم دفع رسوم المعاملات إلى عامل التعدين (مجمع التعدين). يمكن لمجمعات التعدين المختلفة تقاسم هذه الرسوم بين عمال المناجم أم لا. الدفع لكل مشاركة مشاركة N (PPLNS) أو الدفع لكل مشاركة Plus (PPS +) أو الدفع الكامل لكل سهم (FPPS) هي أكثر الطرق عدلاً حيث لا تشمل المدفوعات من المجمع دعم الكتلة فقط ولكن أيضا رسوم المعاملات. [ بحاجة لمصدر ]

## التعدين Multipool
تقوم أدوات Multipools بالتبديل بين عملات بديلة مختلفة وتحسب باستمرار أي عملة هي الأكثر ربحية بالنسبة لي في تلك اللحظة. يتم تضمين عاملين رئيسيين في الخوارزمية التي تحسب الربحية ووقت الحظر والسعر في البورصات. لتجنب الحاجة إلى العديد من المحافظ المختلفة لجميع العملات المعدنية القابلة للتعدين ، قد تقوم الأدوات المتعددة تلقائيًا بتبادل العملة الملغومة إلى عملة معدنية مقبولة في الاتجاه السائد (على سبيل المثال ، عملة البيتكوين). باستخدام هذه الطريقة ، نظرًا لأنه يتم تعدين العملات الأكثر ربحية ثم بيعها مقابل العملة المقصودة ، فمن الممكن الحصول على المزيد من العملات بالعملة المقصودة أكثر من التنقيب عن تلك العملة وحدها. تزيد هذه الطريقة أيضًا من الطلب على العملة المقصودة ، مما يؤدي إلى آثار جانبية تتمثل في زيادة أو استقرار قيمة العملة المقصودة.
قد تقوم بعض الشركات التي تبيع قوة التجزئة بذلك عن طريق تجميع عمل العديد من عمال المناجم الصغار (على سبيل المثال ، NiceHash ) ، ودفعهم بالتناسب عن طريق الأسهم مثل المجمع. بعض هذه الشركات تدير أحواض السباحة الخاصة بها. يمكن اعتبار هذه أدوات متعددة ، لأنها تستخدم عادةً طريقة مماثلة لتبديل العمل ، على الرغم من أن العمل الذي يقومون بتعيينه يتم تحديده بناءً على طلب العميل بدلاً من الربحية "الأولية".

## التعدين PoC
على غرار تقنيات التعدين الأخرى ، تسمح طريقة PoC و PoC + و PoS Proof of Space بإجراء الحوسبة مسبقًا ويتم تخزين جميع الإجابات على محرك أقراص ثابت لعمال المناجم ، ولا يلزم استهلاك الطاقة الثقيلة لـ PoC كما هو الحال بالنسبة لتعدين PoW و لذلك فإن PoC هو دائمًا خيار blockchain صديق للبيئة أكثر. عندما يحدث التعدين ، يقوم عامل التعدين ببساطة "بالبحث" من خلال الإجابات المخزنة مسبقًا وإرسال أفضل الإجابات الموجودة إلى الشبكة ، مع استخدام الحد الأدنى من الطاقة لقراءة محركات الأقراص الثابتة. نظرًا لمتطلبات مواصفات الأجهزة المنخفضة لعملية التعدين PoC ، يمكن إجراء هذا النوع من التعدين على جهاز كمبيوتر عادي لا يزال قيد الاستخدام في المهام اليومية الأخرى. تم جلب أول blockchain PoC عبر الإنترنت في عام 2014 وهو معروف باسم Signumاليوم ، مع ظهور سلاسل PoC الأخرى في وقت لاحق ، أمثلة: Chia و Flax و BitcoinHD. يمكن عرض صعوبة الشبكة ، بالإضافة إلى معلومات حالة الشبكة والتعدين الأخرى ، على أي من لوحات معلومات تجمع التعدين العام ، على سبيل المثال: لوحة معلومات تجمع التعدين قائمة بمجمعات التعدين الحالية من نوع PoC و PoS و PoC + يتم تتبعها أيضًا من قبل بعض الأطراف الثالثة صفحات "Mining Pool Stats" ،